# José Sanchez
José Sanchez est un footballeur espagnol né le 21 décembre 1946 à Barcelone.

## Biographie
José Sanchez à passé une partie de sa jeunesse à Salins les Bains, dans le Jura, où ses parents se sont établis après sa naissance. Il y réside toujours å ce jour.

## Carrière
Il commence au FC Sochaux où il joue de 1965 à 1971. Il y joue 23 matchs en Division 1, et marque 8 buts.
Il passe ensuite deux ans à Mulhouse en D2, puis au Racing Club de Franche-Comté (RCFC), club professionnel de Besançon évoluant alors en D2, devenu depuis le RC Besançon, où il est à chaque fois un pilier de l'équipe première. Avec le RCFC de Besançon, il participe notamment au cėlèbre match de coupe de France contre l'AS Saint Etienne, alors au sommet du football français, au poste d'avant centre. Il finit sa carrière en 1980-1981 au CS Cuiseaux-Louhans, devenu à présent le  CS Louhans-Cuiseaux.